# João do Carmo
João do Carmo Ferreira (* 1. Mai 1874; † 23. April 1931) war ein portugiesischer Industrieller.
Er war Inhaber der Empresa Industrial do Ouro in Porto und ein großer Wohltäter der Stadt.

## Ehrungen
Die Stadt Porto benannte in der Freguesia Lordelo do Ouro eine Straße nach ihm.